# Rai Luli
Rai Luli (Railuli) ist eine osttimoresische Aldeia im Suco Cowa (Verwaltungsamt Balibo, Gemeinde Bobonaro). 2015 lebten in der Aldeia 317 Menschen.

## Geographie

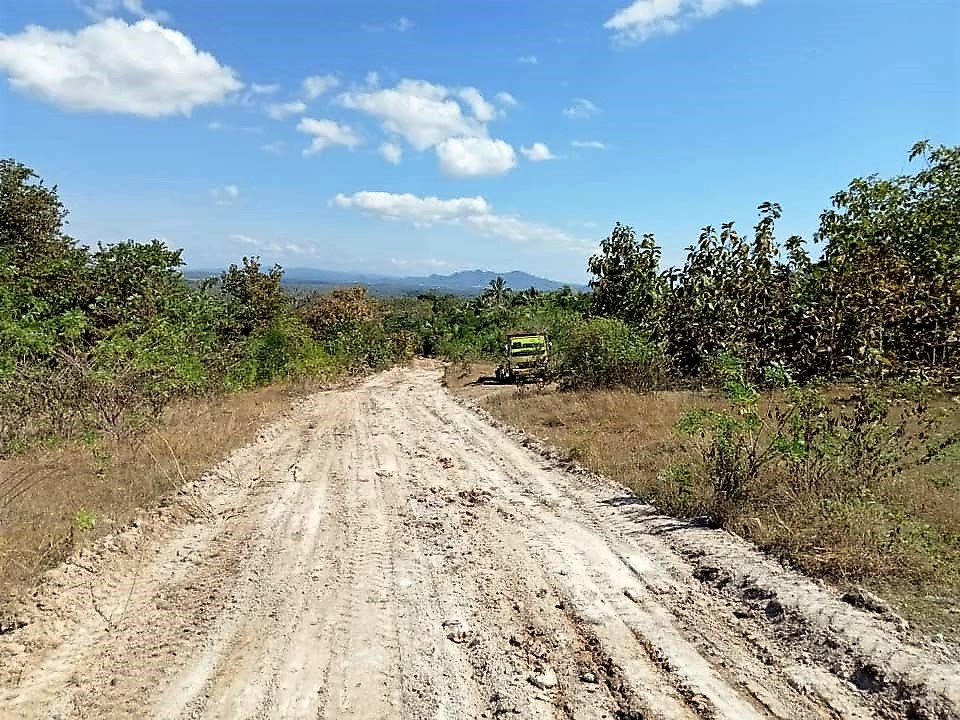
Straße an der Grenze zu Indonesien

Rai Luli  liegt im Westen des Sucos Cowa. Östlich befindet sich die Aldeia Mane Hat und im Südosten die Aldeia Futatas. Im Norden grenzt Rai Luli an den Suco Batugade. Im Westen und Süden befindet sich die Grenze zu Indonesien. Im Süden markiert sie der Fluss Talau und einer seiner Nebenflüsse, im Nordwesten der Acodato. Kleine Flüsse aus Rai Luli fließen nach Süden in den Talau ab.
Durch das Zentrum führt die Hauptstraße des Sucos. An ihr liegen die Orte Rai Luli 1, Weono und an der Grenze im Westen Has Naruk. Rai Luli 2 liegt etwas abseits nördlich der Straße. In Rai Luli 1 steht eine Grundschule. In Has Naruk befinden sich nebeneinander Stützpunkte der Zollbehörde Osttimors, der Verteidigungskräfte (F-FDTL), der Grenzpolizei (UPF) und der Polizei für Spezialoperationen (COE).
Im Westen liegen an der Grenze die Berge Nuaf Railuli (553 m) und Foho Baireness (511 m), im Süden die Berge Mewak (333 m) und Gila (354 m).

## Politik
2023 wurde Henrique Martinho Zacarias zum Chefe de Aldeia gewählt.